# 钦州 (古代)
钦州，隋朝时设置的州。
开皇十八年（598年）改安州置，治所在钦江县（今广西壮族自治区钦州市东北），因钦江得名。唐朝时辖境相当今钦州市、灵山县等地。宋朝时属广南西路。北宋开宝五年（972年），废钦江县、遵化县、内亭县三县。天圣元年（1023年），徙州治灵山县南宾砦。元丰时，户一万五百五十二。贡高良薑、翡翠毛。下辖两县：灵山县、安远县。南宋又移治安远县（今钦州市）。
元朝至元十七年（1280年）改为钦州路。明朝洪武二年（1369年）改为钦州府，洪武七年（1374年）降为钦州，废安远县入钦州。属廉州府。清朝初年不辖县，属广东省廉州府。光绪十四年（1888年）升为钦州直隶州，仅领一县：防城县。辖有今钦州市、东兴市地。1912年改为钦县。
钦州刺史
- 宁长真（总管，622年—626年）
- 宁据（626年—638年）
- 宁师宗（638年）
- 李瓌（贞观年间）
- 陈龙树（永徽年间）
- 康升让（长庆初年）
- 杨屿（823年）